# گووشن (کنتاکی)
گووشن (به انگلیسی: Goshen) شهری در ایالت کنتاکی کشور ایالات متحده آمریکا است که جمعیت آن در سرشماری سال ۲۰۱۰ میلادی، ۹۰۹ نفر بوده‌است.